# 463 Dywizja
463 Dywizja (niem. Division Nr. 463) – jedna z niemieckich dywizji zapasowych z czasów II wojny światowej.
Dywizję sformowano 1 października 1942 w Poczdamie, nadzorowała jednostki zapasowe i zapasowo-szkolne dywizji walczących na froncie. W styczniu 1945 użyto jej jako jednostki bojowej w ramach 4 Armii Pancernej. Dywizja została rozbita podczas obrony Pozycji Trzcielskiej. Jej resztki, które przedostały się za Odrę włączono do świeżo utworzonej Dywizji Raegener i walczyły do końca wojny.

## Skład
- 293. zapasowy pułk piechoty
- 523. zapasowy pułk piechoty
- 23. zapasowy pułk artylerii zmotoryzowanej
- 3. zapasowy batalion inżynieryjny
- 23 zapasowy i szkolny batalion inżynieryjny
- 208. zapasowy pancerny batalion inżynieryjny
- 4. zapasowy i szkolny batalion kolejowy
- 3. zapasowy i szkolny batalion kierowców

w marcu 1945 rozbitą dywizję wzmocniono 13. węgierskim batalionem artylerii i 1. batalionem 87 węgierskiego pułku piechoty.
Dowódcy:
- Generalleutnant Eugen Demoll (od 1 marca 1945)
- Generalleutnant Rudolf Habenicht (od 1 maja 1943)